# Tomaszów Mazowiecki
Tomaszów Mazowiecki je město v Polsku v Lodžském vojvodství, správní centrum okresu Tomaszów Mazowiecki. Tvoří samostatnou městskou gminu, sídlí zde též správa vesnické gminy Tomaszów Mazowiecki. V roce 2024 zde žilo 57 438 obyvatel.

## Příroda
Na okraji města se nachází přírodní rezervace „Modré prameny“ (Rezerwat przyrody Niebieskie Źródła) a muzeum pod širým nebem řeky Pilica s umělými písečnými jeskyněmi (Groty Nagórzyckie).